# Distrito electoral de Lafayette (condado de Nemaha, Nebraska)
Lafayette (en inglés: Lafayette Precinct) es un distrito electoral ubicado en el condado de Nemaha en el estado estadounidense de Nebraska. En el Censo de 2010 tenía una población de 305 habitantes y una densidad poblacional de 2,19 personas por km².

## Geografía
Lafayette se encuentra ubicado en las coordenadas 40°28′21″N 95°58′55″O / 40.47250, -95.98194. Según la Oficina del Censo de los Estados Unidos, Lafayette tiene una superficie total de 139.31 km², de la cual 139.25 km² corresponden a tierra firme y (0.05%) 0.06 km² es agua.

## Demografía
Según el censo de 2010, había 305 personas residiendo en Lafayette. La densidad de población era de 2,19 hab./km². De los 305 habitantes, Lafayette estaba compuesto por el 99.02% blancos, el 0% eran afroamericanos, el 0% eran amerindios, el 0% eran asiáticos, el 0% eran isleños del Pacífico, el 0.66% eran de otras razas y el 0.33% pertenecían a dos o más razas. Del total de la población el 0.98% eran hispanos o latinos de cualquier raza.